# Astroceramus denticulatus
Astroceramus denticulatus is een zeester uit de familie Goniasteridae.
De wetenschappelijke naam van de soort werd in 2006 gepubliceerd door Donald George McKnight.